# Фой Дрейпер
Фой Дре́йпер (англ. Foy Draper; 26 листопада 1913 — 4 січня 1943) — американський легкоатлет, спринтер. Олімпійський чемпіон в естафеті 4×100 метрів (1936).

## Життєпис
Займатися бігом розпочав під час навчання у Вищій школі Гантінгтон-Парк (Лос-Анджелес). Згодом продовжив навчання і заняття спортом в Університеті Південної Кароліни.
На літніх Олімпійських іграх 1936 року в Берліні (Німеччина) виступав на третьому етапі естафети 4×100 метрів і виборов золоту олімпійську медаль.
В роки Другої світової війни був військовим льотчиком. Загинув під час битви за перевал Кассерін в Тунісі (Північна Африка). Похований в місті Карфагені (Туніс) на Північноафриканському американському меморіальному цвинтарі.